# مینورو اینوزوکا
مینورو اینوزوکا (انگلیسی: Minoru Inuzuka; ۱۵ فوریهٔ ۱۹۰۱ – ۱۷ سپتامبر ۲۰۰۷) کارگردان فیلم، فیلم‌نامه‌نویس اهل ژاپن بود.